# Фещук Уляна Юріївна
Уля́на Ю́ріївна Фещу́к (нар. 21 січня 1977, м. Збараж, Тернопільська область) — заступник голови Національної ради України з питань телебачення і радіомовлення. Заслужений юрист України (2018).

## Життєпис
Навчалася на юридичному факультеті Київського національного університету ім. Тараса Шевченка.
Працювала
- помічником юрисконсульта ЗАТ «Константа»,
- консультантом у Господарському суді Київської області,
- юрисконсультом в ТОВ СП «УДД Компані»,
- консультантом-аналітиком проєкту АМР США «Регуляторна реформа в Україні»,
- у групі компаній UMH Group, пройшовши шлях від юрисконсульта до очільника юридичного департаменту цього медійного холдингу.
- президентом "ТРК «Золоті ворота»,
- директором ТОВ «ТРК „Киевские ведомости“ — телерадіоефір»
- понад 7 років директором ТОВ "ТРК «НБМ-Радіо».
- із жовтня 2014 — начальником юридичного управління Національної ради. В апарат Нацради працювати її запросив тодішній заступник голови Нацради Григорій Шверк, який у минулому був віце-президентом УМХ.[3]

14 вересня 2015 року Президентом України Петром Порошенком призначена членом Національної ради України з питань телебачення і радіомовлення — указ № 544/2015